# Валуевский циркуляр
Валу́евский циркуля́р — предписание министра внутренних дел Российской империи П. А. Валуева от 18 (30) июля 1863 года, направленное в Киевский, Московский и Петербургский цензурные комитеты, о запрете печатания на украинском языке (в терминологии того времени — «малороссийском») литературы религиозной, учебной и предназначенной для начального чтения. К пропуску цензурой разрешались «только такие произведения на этом языке, которые принадлежат к области изящной литературы».
Поводом для издания циркуляра, который появился в разгар польского восстания 1863—1864 годов, согласно версии, изложенной в самом документе, послужили «обстоятельства сугубо политические» — попытка осуществления «сепаратистских замыслов» «под предлогом распространения грамотности и просвещения». По первоначальным замыслам его автора, предполагалось, что действие циркуляра будет ограничено исключительно периодом польского восстания, однако, по утверждению российского историка А. Миллера, циркуляр на практике имел силу многие годы.
«Высочайше одобренный» циркуляр выражал точку зрения российского правительства в отношении украинского языка. Опираясь на высказываемые в прессе (например, в киевском «Вестнике Юго-Западной России») и Киевском цензурном комитете (в частности киевского цензора Ореста Новицкого) мнения об употреблении малороссийского наречия, Валуев писал:

…большинство малороссов сами весьма основательно доказывают, что никакого особенного малороссийского языка не было, нет и быть не может, и что наречие их, употребляемое простонародьем, есть тот же русский язык, испорченный влиянием на него Польши…— 
Цензура Российской империи использовала циркуляр для ограничений украинского языка, который рассматривался как искусственно созданный. В циркуляре утверждалось, что «отдельного малороссийского» (украинского) языка не существовало, а наречие есть русский язык, испорченный влиянием Польши. Это отрицание украинского языка стало официальной политикой Российской империи.

## Исторический фон
На протяжении XIX века для процессов, влиявших на историю Европы, было характерно постепенное усиление национально-этнического фактора. Особенно это было заметно в Восточной Европе, где славянские народы повсеместно демонстрировали рост национального самосознания. На Украине также проходил процесс формирования украинской нации. Изначально он не представлял прямой угрозы для унитарного российского государства, так как выражался в основном в повышенном интересе местной интеллигенции к народному языку, фольклору и просвещению, но постепенно к этим идеям добавилась идея национальной независимости. После польского восстания 1830—1831 годов российское правительство пыталось ослабить польское влияние на Правобережной Украине путём противопоставления ему украинского движения. На Украине и в столице империи — Петербурге — возникали и действовали многочисленные просветительские кружки и группы, издававшие собственную периодику (Кирилло-Мефодиевское братство, Общество друзей народа, Громады, журнал «Основа»), которые, с одной стороны, поддерживали украинскую национальную идею, а с другой, стояли на позициях народничества. Члены этих кружков и групп открыто отвергали возникающие временами в их адрес подозрения в сепаратистских намерениях, хотя часть из них делала это неискренне. При всём этом в русском общественном мнении и в сознании значительной части государственных правителей господствовала идея о существовании, применяя терминологию российского историка А. И. Миллера, «большой русской нации», объединяющей в себе всех восточных славян Российской империи, что исключало признание отдельной национальной идентичности украинцев (малороссов).
В то же время в Юго-Западном крае было отмечено возникновение тайных центров (история которых восходит ко временам декабристов), ставивших не просветительские, а политические цели изменения государственного устройства. С самого начала формирования этого национально-политического движения заметную роль в нём играли деятели, связанные с Польшей. В их планах Приднепровью — в недалёком прошлом, части Речи Посполитой — выделялось особое место, при этом наибольшее внимание уделялось привлечению малороссийского дворянства, которому была обещана помощь в отделении Малороссии от России. Расчёты польской политической эмиграции строились на распространении идей автономии, которые могли бы привлечь на её сторону местные общественные группы. При этом сами поляки входили в правящие круги сословного российского общества, что давало им рычаги культурного, идеологического и политического воздействия на малороссийское дворянство.
Накануне отмены крепостного права российское правительство озаботилось развитием системы начального образования для крестьян. В обществе и правительственных кругах в связи с этим велась дискуссия о том, на каком языке будет правильным вести такое обучение «в тех местностях, где родной язык не есть язык великороссийский». Специальный комитет, рассматривавший этот вопрос в 1861 году, постановил, что первые два года обучение должно вестись на местных языках. Тогда же на поверхность общественной жизни в Российской империи вышел вопрос о статусе малороссийского языка — часть общественных деятелей и государственных чиновников были склонны считать его одним из наречий «великороссийского языка», тогда как другая часть склонялась к тому, что данное наречие уже вполне развилось до статуса самостоятельного языка.
Одной из мер по ассимиляции населения западных окраин Российской империи в рамках создания «общерусской нации» стал запрет на передачу «малорусского языка» (как и «белорусского наречия») латиницей, в которой власти видели фактор полонизации местного населения. Решение о запрете было принято в 1859 году (впоследствии подтверждено в 1862 и 1866 годах) и являлось попыткой не допустить формального отграничения от русского языка на любом уровне языковой системы.
Российская общественность, особенно в столице, благожелательно смотрела на просветительскую работу малороссийской интеллигенции и на возможность преподавания в начальных школах Юго-Западного края учебных дисциплин на малороссийском языке. Так, накануне появления циркуляра, в Петербурге и Москве без труда можно было найти шесть изданий букварей на малороссийском языке разных авторов. Власти не только не чинили препятствий для издания украинских букварей, но ассигновали через Министерство народного просвещения 500 рублей на издание украинских учебников для народных школ. Призывы Н. И. Костомарова к читателям жертвовать деньги на издание малороссийских букварей печатались во многих столичных газетах и журналах вплоть до самого Валуевского циркуляра, вне зависимости от их редакционной политики. В высшем петербургском обществе давались благотворительные балы в пользу издания украинских книг для народа. Предполагалось использование этого языка при обнародовании важнейших правительственных документов, в том числе Манифеста об отмене крепостного права. Склонялся к выдаче разрешения на печатание на «малороссийском наречии» книг духовного содержания и Синод Русской православной церкви. Если бы такое разрешение было дано, это существенно укрепило бы позиции тех групп, которые доказывали, что «малороссийское наречие» есть самостоятельный язык, а не один из говоров «великороссийского наречия», как доказывали сторонники ассимиляции местного населения. К тому времени уже был окончен первый полный перевод четырёх Евангелий на украинский язык, выполненный Филиппом Морачевским, а к 1862 г. Морачевский подготовил перевод уже всего Нового Завета. По мнению историка Рикарды Вульпиус, именно ходатайство Морачевского о публикации данного перевода послужило поводом для издания Валуевского циркуляра.
А. И. Миллер обращал внимание на то, что в это же самое время Синод не давал разрешения печатать тексты Священного Писания и на «простом великорусском наречии». Попытки получить такое разрешение предпринимались ещё в царствование Александра I, но лишь в 1859 году Александр II смог добиться от Синода разрешения на печатание Священного Писания на русском языке — до этого все церковные книги печатались только на старославянском языке. При этом первый русский перевод Нового Завета был опубликован только в 1862 году, а полный текст Священного Писания на русском языке вышел лишь в 1876 году.
С началом польского восстания 1863 года восставшие засылали на Правобережную Украину прокламации, здесь вербовались агитаторы, населению внушались мысли об исторической общности «трилистника» — Польши, Литвы и Западной Руси, делались обещания создать независимое украинское государство «от Кавказа до Карпат». В довершение, в руки российского правительства попала программа восставших, составленная ещё в 1861 году, в которой были следующие строки: «Неизлечимым демагогам нужно открыть клетку для полёта на Днепр; там обширное пугачёвское поле для нашей запоздавшей числом хмельничевщины. Вот в чём состоит вся наша панславистская и коммунистическая школа. Вот весь польский герценизм!… Пусть себе заменяют анархией русский царизм, пусть обольщают себя девизом, что этот радикализм послужит „для вашей и нашей свободы“». Правительство стало рассматривать украинское движение как сепаратистское и поддерживаемое поляками. Со стороны официальной прессы было организовано преследование украинского движения, за которым последовали аресты членов украинских громад. Но так как власти пытались использовать «украйнофилов» в борьбе с польским влиянием в крае, то репрессивные меры против них были гораздо мягче, чем против иных противников империи, что признавалось самими пострадавшими, например М. П. Драгомановым.
В европейских империях (Франция, Великобритания, Испания, Австро-Венгрия), для которых также была характерна этническая, культурная и языковая гетерогенность населения, в описываемый период происходили схожие процессы: попытки самоопределения периферийных этнических групп империй, которым противостояли имперские власти, пытавшиеся консолидировать различные этносы в едином государстве. Максималистская ассимиляторская политика была осуществлена во Франции — здесь правительство использовало систему запретов и психологического давления, а в качестве инструментов языковой и культурной ассимиляции — административную систему, школу, армию и церковь. Но эти меры сочетались с щедрой материальной поддержкой государством локальных сообществ, что наряду с общим экономическим ростом привело к успеху ассимиляции во Франции. По отношению к Ирландии британские власти проводили репрессивную политику, тогда как шотландскому национальному движению в описываемый период противопоставлялись экономические преимущества нахождения Шотландии в империи, что сводило на нет популярность шотландского национализма.

## Предыстория появления
А. И. Миллер особо подчёркивал, что своим появлением Валуевский циркуляр обязан стараниям неких общественных кругов самого Юго-Западного края, потребовавших от имперского центра предпринять меры административного характера против групп украинофилов, действия которых они находили опасными как в социальном, так и в национальном плане, поскольку в Киеве подобные опасения возникли и усилились раньше, чем в Петербурге.
29 июня 1862 года, более чем за год до появления циркуляра, военный министр Д. А. Милютин направил шефу жандармов князю В. А. Долгорукову короткую записку с приложенным письмом генерал-губернатора свиты Его Величества графа Б. Ф. Сиверса, в котором говорилось, что, по имеющимся у него сведениям, в Киеве «действует общество хлопоманов», ставящее перед собой задачи «возмущения крестьян против помещиков и распоряжений правительства с целью восстановления независимости Малороссии». В письме описывалось действительно существовавшее в тот момент в Киеве общество «Громада». В записке Милютина упоминалось, что письмо Сиверса он лично доложил императору Александру II. Жандармское управление и ранее имело сведения об активности украинофилов в Юго-Западном крае, но не придавало им значения, так как находило их деятельность «ничтожной». Однако теперь, ввиду того, что о содержании письма Сиверса знал царь, были необходимы активные действия.
После проведения предварительного расследования, в январе 1863 года, В. А. Долгоруков направил в Киев новому генерал-губернатору Юго-Западного края Н. Н. Анненкову предписание «принять зависящие от него меры к прекращению дальнейших действий означенного общества», причём обществу ставились в вину не национальные, а социальные устремления — считалось, что путём печатания книг на малороссийском наречии члены общества имели намерение «распространять в народе либеральные идеи».
В марте 1863 года в адрес Долгорукова из Киева поступил новый запрос, в этот раз анонимный, в котором автор или авторы, надо полагать, духовного звания, отмечали, что, к их сожалению, «партия украйнофилов» смогла заручиться в столицах поддержкой влиятельных лиц, которые им покровительствуют, не зная об истинных целях этого движения, но им, местным жителям, прекрасно известны истинные, сепаратистские устремления украинцев. Авторы требовали от III Отделения «употребить всё, чем только вы можете располагать, чтобы защитить нашу святыню от поругания, а отечество от распадения и опасного раскола», и наложить запрет на перевод Евангелия на «малороссийское наречие». В. А. Долгоруков переслал данное письмо обратно в Киев Н. Н. Анненкову, запросив его мнение по данному вопросу.
Н. Н. Анненков, переписка которого с В. А. Долгоруковым по украинскому движению началась ещё после январского предписания последнего принять меры против украинофилов, в этот раз ответил очень определённо:

До сих пор в литературе идет спор о том, составляет ли малороссийское наречие только особенность русского языка или это язык самостоятельный. Добившись же перевода на малороссийское наречие Священного Писания, сторонники малороссийской партии достигнут, так сказать, признания самостоятельности малороссийского языка, и тогда, конечно, на этом не остановятся и, опираясь на отдельность языка, станут заявлять притязания на автономию Малороссии.
На этом письме Анненкова стоят две пометки Долгорукова, которые свидетельствуют о том, что именно это письмо и сыграло исключительную роль в появлении Валуевского циркуляра: «Доложено Его Величеству 27 марта», «Высочайше разрешено войти с кем следует по данному предмету в сношение. 27 марта».
Во исполнение царского разрешения «войти с кем следует … в сношение» 2 апреля 1863 года В. А. Долгорукий направил письмо П. А. Валуеву, в котором проинформировал о данном разбирательстве. 14 апреля 1863 года Валуев направил обер-прокурору Священного Синода А. П. Ахматову запрос об украинском переводе Евангелия, приложив к нему упомянутое письмо Н. Н. Анненкова. 19 апреля Ахматов ответил Валуеву, что перевод Морачевского находился в тот момент на отзыве у Калужского епископа Григория и мнение Анненкова будет учтено Синодом, когда рукопись перевода с отзывом епископа будет возвращена в Синод. В мае Валуеву пришлось слать повторный запрос Ахматову, так как отзыва Синода до сих пор не было. Только тогда, очевидно, разобравшись в том, чего же на самом деле хотят от него Долгорукий и Валуев, Ахматов послал инструкцию епископу Григорию вернуть рукопись перевода вообще без отзыва. А. И. Миллер толкует это таким образом, что вплоть до мая 1863 года Синод никаких запретительных инструкций по поводу перевода на украинский язык Священного Писания не получал.
Одновременно было решено возбудить общественное мнение против «украйнофилов», для чего в прессе была начата обличающая их кампания, ставившая и вторую задачу — вынудить их вступить в полемику с критиками, в ходе которой возможно было бы прояснить их истинные намерения (эта идея была озвучена ещё в первом (февральском) письме Н. Н. Анненкова В. А. Долгорукову). К этой кампании был привлечён видный российский публицист М. Н. Катков. В безжалостной статье Каткова, вышедшей в газете «Московские ведомости» 21 июня 1863 года, в числе прочих «грехов» украинофилов было упомянуто то, что, вольно или невольно, но они служат орудием в польских руках — орудием, призванным ослабить русскую нацию путём её раскола. А. И. Миллер полагал, что привлечь Каткова к антиукраинской акции мог либо Долгоруков, либо сам Анненков, а представление украинофильства как орудия «польской интриги» было очень удачной находкой антиукраинской партии, так как сразу переводило его из разряда вредных интеллектуальных заблуждений в разряд политических опасностей для государства.
22 июня 1863 года киевский гражданский губернатор П. И. Гессе отправил в адрес П. А. Валуева отчёт об аресте и признательных показаниях трёх членов «Киевского общества малороссийских пропагандистов» и о связях общества с одним полковником Русской армии и польскими восставшими. Спустя несколько дней Валуев получил ещё один документ по украинскому вопросу из Киева — из подотчётного ему цензурного ведомства. Председатель Киевского цензурного комитета Новицкий 27 июня 1863 года переслал Валуеву записку цензора этого комитета Лазова, в которой, в частности, писалось об украинском языке:

…само возбуждение вопроса о пользе и возможности употребления этого наречия в школах принято большинством малороссиян с негодованием. Они весьма основательно доказывают, что никакого особенного малороссийского языка не было, нет и быть не может, и что наречие их, употребляемое простонародьем, есть тот же русский язык, только испорченный влиянием на него Польши …общерусский язык …гораздо понятнее, чем теперь сочиняемый для него некоторыми малороссами и в особенности поляками так называемый украинский язык. Лиц того кружка, который усиливается доказывать противное, большинство самих малороссиян упрекает в каких-то сепаративных замыслах, враждебных России и гибельных для Малороссии.
Как видно, целые фразы из данной записки вошли затем в циркуляр Валуева без всяких изменений. Новицкий в сопроводительном письме разъяснял Валуеву, что «положение цензора при рассмотрении подобных рукописей тем более затруднительно, что в них только цель и предосудительна, самое же содержание обыкновенно не заключает в себе ничего непозволительного», а завершалось письмо указанием на то, что явление малороссийского сепаратизма «…тем более прискорбно и заслуживает внимания правительства, что оно совпадает с политическими замыслами поляков и едва ли не им обязано своим происхождением». А. И. Миллер не исключает, что все упомянутые события являлись звеньями одного плана.
Запрос Новицкого требовал от министра внутренних дел ответа. Валуев принял решение временно запретить пропуск цензурой книг для начального обучения на «малороссийском наречии». Уже на следующий день после получения этого запроса, 11 июля 1863 года, Валуев направил Александру II записку «О книгах, издаваемых для народа на малороссийском наречии», в которой писал, что «в последнее время вопрос о малороссийской литературе получил иной характер вследствие обстоятельств чисто политических», что поэтому он дал указание, «чтобы дозволялись в печати только произведения на малороссийском языке, принадлежащие к области изящной литературы», а сам вопрос нужно ещё обсудить с министром народного просвещения, обер-прокурором Синода и шефом жандармов. 12 июля 1863 года Александр II одобрил меры, предложенные Валуевым. Циркуляр был разослан 18 июля 1863 года в три цензурных комитета — Киевский, Московский и Петербургский. Одновременно Валуев направил письма министру народного просвещения А. В. Головнину, обер-прокурору Синода А. П. Ахматову и шефу жандармов В. А. Долгорукову с приглашением обсудить данный вопрос.
По мнению историка Дэвида Сондерса, главной мотивацией Валуева были его опасения перед возможным распространением новой, украинской идентичности, что привело бы к разделению между малороссами и великороссами — именно поэтому, считает Сондерс, запрет касался исключительно произведений, предназначенных для широких кругов населения.

## Реакция на циркуляр
Обер-прокурор Синода и шеф жандармов меры, предлагаемые Валуевым, полностью поддержали. Однако министр народного просвещения Головнин уже 20 июля 1863 года ответил Валуеву бурным протестом, указав, что вредность или полезность книги определяется не языком, на котором она написана, а её содержанием. Впоследствии Головнин также не оставил своих попыток отменить действие циркуляра и при этом согласовывал свои действия с активистами украинского движения.
23 июля 1863 года профессор истории Н. И. Костомаров направил Валуеву письмо с просьбой отменить действие циркуляра в отношении книг «научного содержания», а подозрения во «вредных замыслах» украинофилов назвал «бездоказательными и крайне оскорбительными». А. И. Миллер при этом указывает на уловку Костомарова, который утверждал, что запрету подверглись книги «научного содержания», хотя это противоречило истине. Личная встреча Костомарова с Валуевым, прошедшая 28 июля 1863 года, также оказалась безрезультатной. Костомаров написал обширную статью с критикой Валуевского циркуляра, но статья не была пропущена цензурой. Зимой 1863—1864 годов украинской партии всё же удалось выступить с рядом статей в российской прессе с изложением своей позиции и с критикой циркуляра, причём мысли самого Костомарова были ретранслированы при помощи аксаковского «Дня», который напечатал якобы «письмо из Киева… от одного истого малоросса», где целые фразы совпадали с текстом той самой статьи Костомарова, которая не была пропущена цензурой. При этом сам Аксаков в том же номере «Дня» опубликовал большую статью с критикой антиукраинофилов. Позиция Аксакова сводилась к тому, что меры Валуевского циркуляра были излишне строгими и могут лишь привести украинофилов, чьи устремления он не считал сепаратистскими, а лишь только просветительскими, на сторону врагов России.
Вообще же петербургская пресса, как самая либеральная в стране, в основном встала на защиту украинофилов. Пресса Москвы и Киева, как более консервативная, заняла в их отношении более агрессивную позицию. Самым жёстким критиком украинского движения оставался М. Н. Катков. Его печатные органы были единственными, кто открыто высказывался в поддержку Валуевского циркуляра. Причём Катков особо подчёркивал, что циркуляр появился из-за того, что в самом российском правительстве нашлись лица (намекая на Министерство народного просвещения) «…которые на многие предметы смотрят с точки зрения совершенно противоположной», поэтому Валуеву пришлось действовать, чтобы нейтрализовать усиливающие украинофилов шаги других ведомств.

## Последствия
Хотя в циркуляре было указано, что он является временной мерой, он сохранял силу до принятия следующего ограничительного акта в отношении украинского языка — Эмсского указа. Валуев изначально рассчитывал на неограниченный срок действия циркуляра. Несмотря на то, что его положения вступили в противоречия с принятым в 1865 году общегосударственным законом о цензуре, на практике применялся именно Валуевский циркуляр.
В течение 7 лет после издания Валуевского циркуляра вышло всего 23 украинских книги — столько же, сколько за один 1862 год. По выражению Н. И. Костомарова, «малорусская литература перестала существовать в России», а М. П. Драгоманов этот период охарактеризовал как «антракт» в украинофильском движении, продлившийся до 1872 года.
По мнению историка А. И. Миллера, сокращение публикаций на украинском языке было вызвано не только действием циркуляра, не запрещавшего художественную и научную литературу, но и другими факторами: закрытием «Основы», ссылкой одной части украинофилов и переездом другой их части в Царство Польское. А. И. Миллер привёл полемические слова Драгоманова, указывавшего в качестве причин также и на слабость украинофильского движения того времени, оказавшегося неспособным использовать даже те возможности, которые Валуевский циркуляр оставлял открытыми: «Нужно признаться, что украинофильство показало себя самым слабым и недогадливым из всех либеральных течений в России».
Валуевский циркуляр неукоснительно исполнялся до 1868 года — конца пребывания Валуева в должности министра внутренних дел; по его неформальному указанию запрет порой распространялся даже на разрешённые циркуляром украиноязычные издания. В 1869—1873 годах были опубликованы три книги, которые могли подпадать под действие циркуляра. В 1874—1876 годах вышла 71 книга на украинском языке — подавляющее их большинство было напечатано в Киеве, что объяснялось толерантным отношением киевского генерал-губернатора Дондукова-Корсакова и (вероятно, подкупленного) отдельного цензора Пузыревского. Запрет на ввоз литературы из-за рубежа, однако, соблюдался неукоснительно. За две недели до публикации Эмсского указа Валуевский циркуляр был формально одобрен на заседании Комитета министров.

## Заключение
Издание циркуляра стало результатом сложного бюрократического процесса, а также националистического перелома в российских общественных настроениях, во многом предопределённого польским восстанием 1863—1864 гг. По мнению историка А. И. Миллера, временный административный запрет на издание книг на «малороссийском наречии» должен был дать правительству возможность наверстать время, упущенное в конкуренции с «украйнофилами», которые развили бурную деятельность с конца 1850-х годов, и стать первым шагом в проведении общегосударственной политики по великорусской ассимиляции Юго-Западного края, которая должна была бы проводиться не запретительными, а просветительными и экономическими методами, но при этом сами обстоятельства его появления и отсутствие дальнейших действий явились скорее показателями слабости русского национализма, чем его силы.
Инициатором процесса стал военный министр Милютин, которого подтолкнул к этому кто-то из киевских деятелей. В дальнейшем наибольшую активность в этом вопросе проявил киевский генерал-губернатор Анненков и подчинённые ему структуры, которые и представили в целостном виде план мер запретительного характера, одобренный III охранным отделением и царём и исполненный министром внутренних дел Валуевым.

## Освещение в советской историографии
Советская Литературная энциклопедия, выходившая с 1929 по 1939 гг., так описывала появление Валуевского циркуляра:

Украинский язык претерпел немало репрессий и ограничений со стороны царского правительства. Последовательное и систематическое искоренение украинского языка нашло своё отражение в валуевском циркуляре 1863 г., наложившем запрет на печатание всей литературы на украинском языке, за исключением художественной, под тем предлогом, что «никакого особенного малороссийского языка не было, нет и быть не может».
— 